# Vicente Colino Hierro
Vicente Colino Hierro (Vigo, 21 de febrer de 1924 - Barcelona, 2 de juny de 2005) fou un futbolista gallec de les dècades de 1940 i 1950, format futbolísticament a Catalunya.

## Trajectòria
Malgrat haver nascut a Galícia, la seva carrera professional es desenvolupà íntegrament a Catalunya començant a jugar al CE Júpiter, passant més tard a la SD Espanya Industrial. El febrer de 1946 fitxà pel FC Barcelona, on jugà durant dues temporades i mitja. Amb el Barça disputà 52 partits en els quals marcà 7 gols, guanyant la lliga de la temporada 1947-48. L'any 1948 ingressà al CE Sabadell, on jugà durant tres temporades a la Divisió de Plata. El 1951 passà al RCD Espanyol, on hi romangué dues temporades. La primera jugà 18 partits de lliga i dos de copa, però la segona només disputà 4 partits de lliga amb el club. La temporada 1953-54 fou cedit al CE Sabadell. L'any 1948 jugà un partit amb una selecció de Barcelona (que podem considerar una selecció catalana oficiosa).

## Palmarès
- Lliga espanyola:
  - 1947-48
- Copa Eva Duarte:
  - 1947-48